# ムルフェ

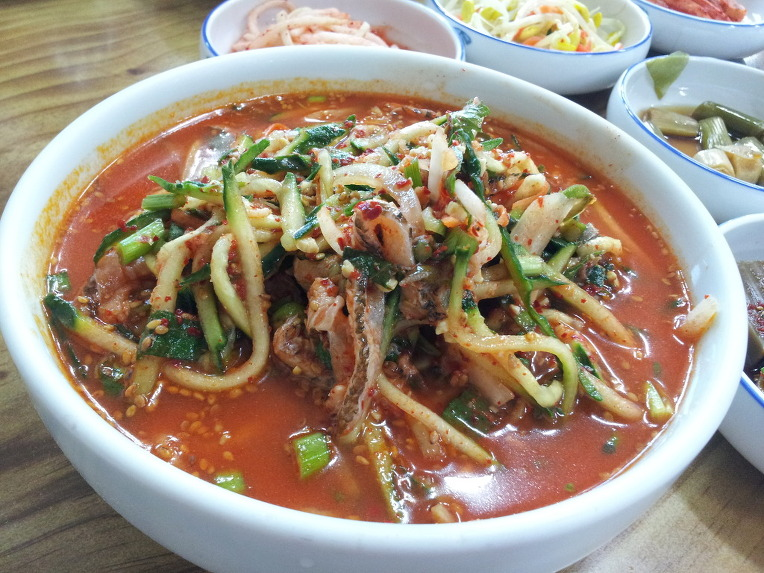
済州島式、スズメダイのムㇽフェ

ムㇽフェ（水膾/물회）は、朝鮮料理の一つで、冷製スープと言える料理である。生の魚と野菜をコチュジャンベースのスープと共に供するものが多い。店舗によっては麺が添えられていることもある。また、好みにより飯を混ぜて食べることもある。
日本では水刺身と呼ぶこともある。済州島や釜山などが発祥の地とされるが、現在では韓国各地で食べられている。食材やレシピには地域的なアレンジが多い。

## 起源
朝鮮時代（1392年 - 1910年）までは朝鮮半島の漁船は人力または風で動かす無動力船が主流であったが、近代以降動力船が導入されると、以前よりも遠い沖にまで漁に出ることが可能になった。そのため海上に滞在する時間が長くなり、船上での食事が問題となった。当時は依然として木造船が主流であったため、揺れ動く船中で火を使う炊事は船火事の危険から避けられた。陸上で炊いた飯を船内に持ち込んでも、時間の経過とともに硬くなり、食感が悪くなる。そこで漁師たちは、港から持参した飯に獲れたての魚の切り身を添え、コチュジャンを添えて水を掛け、流し込むように食べた。操業の合間に食べられる、いわば船上のファーストフードとしてムㇽフェは誕生した。

## 各地のムルフェ
（この節出典:）
- 江原道ムㇽフェ - 多くの人がイメージするムㇽフェに近い。冷水または冷たいスープに酢コチュジャンに酢・砂糖などを混ぜて作った甘辛いソースを加える。具材はムシガレイなどが多いが、江陵市ではイカのムㇽフェも有名。
- 青草水ムㇽフェ - 束草市にはじまり今では全国チェーンを展開する「青草水ムㇽフェ」では、アワビ・ナマコ・ホヤ・タコ・トビコなど季節の刺身に牛肉の出し汁を合わせた「海鮮ムㇽフェ」が人気メニューとなっている
- 浦項式ムㇽフェ - 凍らせた出し汁をクラッシュして各種刺身と野菜の上に盛った独特のムㇽフェ
- 済州ムㇽフェ - ムㇽフェには多くの地域でコチュジャンベースの出し汁を使用するが、済州島では味噌味の出し汁を使うのが特徴的[注釈 2]。スズメダイのムㇽフェが有名。